# Sauclièiras
Sauclièiras (en occità  Sauclières) és un municipi francès situat al departament de l'Avairon i a la regió d'Occitània.

## Demografia
| 1962                                       | 1968 | 1975 | 1982 | 1990 | 1999 | 2006 |
| ------------------------------------------ | ---- | ---- | ---- | ---- | ---- | ---- |
| 205                                        | 242  | 198  | 173  | 202  | 189  | 187  |
| Des de 1962: població sense dobles comptes |      |      |      |      |      |      |

## Administració
| Període | Identitat     | Partit |
| ------- | ------------- | ------ |
| 1989-   | Daniel Atcher |        |